# Боголюбов, Александр Николаевич (физик)
Алекса́ндр Никола́евич Боголю́бов (род. 28 марта 1945, Усть-Каменогорск, ныне Казахстан) — российский физик и математик, специалист в области математической физики, доктор физико-математических наук.

## Биография
Отец Николай Семёнович Боголюбов (1905—1975) — главный арбитр Госарбитража РСФСР. Мать Зоя Алексеевна Боголюбова (Збичукова) (1910—1994) — медицинский работник.
Окончил с золотой медалью среднюю школу № 50 г. Москвы (1963). Окончил физический факультет Московского государственного университета имени М. В. Ломоносова (1969). После окончания университета до настоящего момента работает на физическом факультете МГУ.
Кандидат физико-математических наук (1975). Тема кандидатской диссертации: «Применение метода конечных разностей к решению граничных задач электродинамики». Доктор физико-математических наук (1997). Тема докторской диссертации: «Математическое моделирование волноведущих систем». Профессор физического факультета МГУ (с 1999 года).
Заслуженный профессор МГУ (2012).
Член редакционной коллегии «Журнала вычислительной математики и математической физики».

## Ученики
Подготовил 1 доктора и 6 кандидатов наук.

## Семья
Сын — Боголюбов Николай Александрович

## Публикации

### Книги
1. Свешников А. Г., Боголюбов А. Н., Кравцов В. В. Лекции по математической физике. — М.: Изд-во МГУ, 1993. — ISBN 5-211-04899-7, ISBN 5-02-033541-X
2. Боголюбов А. Н., Кравцов В. В. Задачи по математической физике. — М.: Изд-во МГУ, 1998. — ISBN 5-211-03373-6

### Избранные статьи
Автор и соавтор около 100 статей. Наиболее существенные:
1. Боголюбов А. Н., Делицын А. Л., Свешников А. Г. О полноте корневых векторов радиоволновода // Доклады РАН. — 1999. — Т. 369. — № 4. — С. 456—460.
2. Боголюбов А. Н., Минаев Д. В., Свешников А. Г. К расчёту открытого согласующегося волноводного перехода с использованием эффективных нелокальных граничных условий // Журнал вычисл. матем. и матем. физики. — 2002. — Т. 42. — № 4. — С. 514—521.
3. Боголюбов А. Н., Малых М. Д., Свешников А. Г. О неустойчивости вложенных в непрерывный спектр собственных значений волновода по отношению к возмущениям его заполнения // Докл. РАН. — 2002. — Т. 385. — № 6. — С. 744—746.

## Награды
- Ломоносовская премия за педагогическую деятельность (1997).